# Flughafenkoordinator
Flughafenkoordinatoren sind Behörden im materiellen Sinn, denen die Vergabe der Start- und Landerechte (Slots) an den koordinierten Flughäfen ihres Landes obliegen.
In Deutschland vergibt die Flughafenkoordination Deutschland GmbH die Slots an den Level-3-Flughäfen: Düsseldorf, Frankfurt, Hannover, Berlin, Hamburg, München, Stuttgart.